# Piper javitense
Piper javitense är en pepparväxtart som beskrevs av Carl Sigismund Kunth. Piper javitense ingår i släktet Piper och familjen pepparväxter. Inga underarter finns listade i Catalogue of Life.